# Albums de la Pléiade

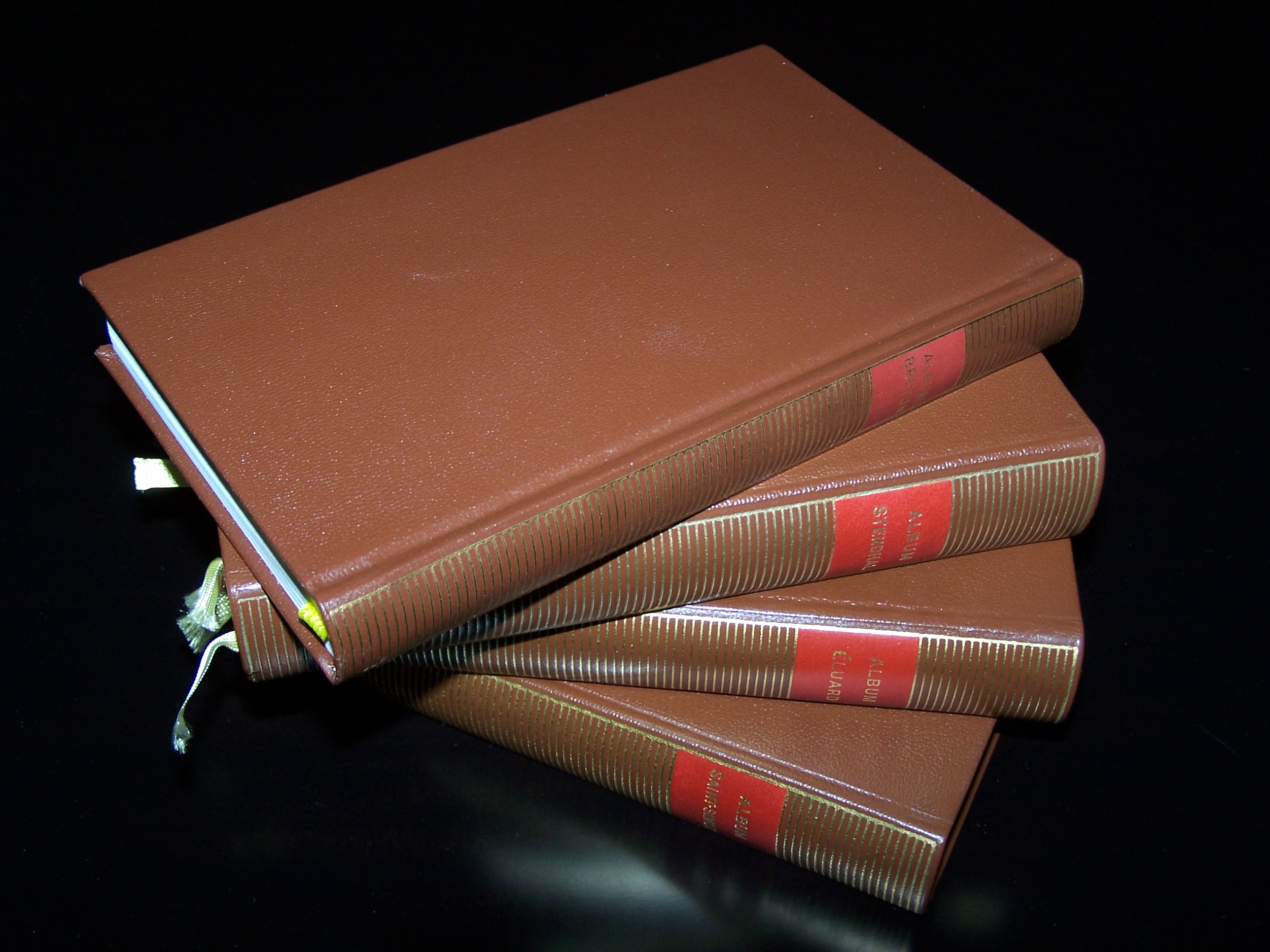
Quelques albums de la Pléiade (Breton, Stendhal, Éluard, Saint-Simon).

Les albums de la Pléiade sont des livres publiés chaque année, depuis 1960, dans la collection de la Bibliothèque de la Pléiade des Éditions Gallimard, habituellement au mois de mai lors de la Quinzaine de La Pléiade.

## Présentation
Les albums sont le plus souvent consacrés à de grands auteurs de la littérature française, mais aussi parfois à des écrivains d'une période littéraire spécifique (album de 1989), à un thème important de la collection (albums de 1970 et 2009) ou, pour la première fois en 2025, à un personnage de fiction. La sélection d'un auteur correspond en général à l'addition récente de certaines de ses œuvres au corpus de la Pléiade, qui est une collection de textes classiques français et internationaux publiés en langue française. L'album est richement illustré et met l'accent sur l'iconographie. Un texte d'accompagnement bibliographique est préparé par un ou plusieurs spécialistes reconnus de l'auteur sélectionné.
Ils sont du même format que les livres de la Pléiade : reliure en cuir et dos à lettrage d'or ; la pièce de titre est de couleur rouge. Ils ont cependant moins de pages et sont imprimés sur du papier plus épais pour permettre l'impression couleur de haute qualité des illustrations. La reliure est protégée par un Rhodoïd et l'album est inséré dans un étui cartonné jusqu'en 1985 (sauf l'album Verlaine dans un fragile étui en Rhodoïd), puis un étui blanc imprimé et enfin un étui de couleur depuis 1994. Les demi-jaquettes, permettant de faire apparaître la reliure en cuir sur la tranche, sont apparues en 1971. 
Tirés en une seule fois à environ 40 000 exemplaires et vendus à prix coûtant aux libraires, ils ne peuvent ni être mis en vente ni réimprimés,. Ils sont offerts par les libraires aux clients qui achètent simultanément ou, quelquefois, en peu de temps trois livres de la collection. Ils sont généralement distribués rapidement et sont recherchés par des bibliophiles qui en font collection. C'est particulièrement le cas des albums les plus anciens, souvent les plus rares, et ceux consacrés à Proust (1965), Céline (1977) et Balzac (1962), par exemple, atteignent des prix relativement élevés chez les bouquinistes et sur les sites de revente en ligne. Les albums anciens sont souvent plus chers que les albums récents, indépendamment de la popularité de l'auteur.

## Liste des albums
En 1960 paraît un Dictionnaire des auteurs de la Pléiade, conçu par Jean-Jacques Thierry et Roger Nimier, qui est considéré comme le précurseur des albums. L'année suivante, un enregistrement sur disque 33 tours, intitulé Poètes du XVIe siècle, contenant des poèmes écrits par des poètes de ce siècle et lus par des acteurs de renommée (la plus connue étant Maria Casarès) est accompagné par un livret dans le format de la Pléiade contenant les retranscriptions de tous ces poèmes. Le premier véritable album est édité en 1962.
1. 1962 : Honoré de Balzac — par Jean Ducourneau
2. 1963 : Émile Zola — par Henri Mitterand et Jean Vidal
3. 1964 : Victor Hugo — par Martine Écalle et Violaine Lumbroso
4. 1965 : Marcel Proust — par Pierre Clarac et André Ferré
5. 1966 : Stendhal — par Victor Del Litto
6. 1967 : Arthur Rimbaud — par Henri Matarasso et Pierre Petitfils
7. 1968 : Paul Éluard — par Roger-Jean Ségalat
8. 1969 : Saint-Simon — par Georges Poisson
9. 1970 : Le théâtre classique — par Sylvie Chevalley
10. 1971 : Guillaume Apollinaire — par Michel Décaudin et Pierre-Marcel Adéma
11. 1972 : Gustave Flaubert — par Jean Bruneau et Jean Ducourneau
12. 1973 : George Sand — par Georges Lubin
13. 1974 : Charles Baudelaire — par Claude Pichois
14. 1975 : Fiodor Dostoïevski — par Gustave Aucouturier et Claude Menuet
15. 1976 : Jean-Jacques Rousseau — par Bernard Gagnebin
16. 1977 : Céline — par Jean-Pierre Dauphin et Jacques Boudillet[5]
17. 1978 : Blaise Pascal — par Bernard Dorival
18. 1979 : Henry de Montherlant — par Pierre Sipriot
19. 1980 : Jean Giono — par Henri Godard
20. 1981 : Paul Verlaine — par Pierre Petitfils
21. 1982 : Albert Camus — par Roger Grenier
22. 1983 : Voltaire — par Jacques Van den Heuvel
23. 1984 : Colette — par Vincenette et Claude Pichois
24. 1985 : André Gide — par Maurice Nadeau
25. 1986 : André Malraux — par Jean Lescure
26. 1987 : Guy de Maupassant — par Jacques Réda
27. 1988 : François-René de Chateaubriand — par Jean d'Ormesson
28. 1989 : Les écrivains de la Révolution française — par Pierre Gascar
29. 1990 : Lewis Carroll — par Jean Gattégno
30. 1991 : Jean-Paul Sartre — par Annie Cohen-Solal
31. 1992 : Jacques Prévert — par André Heinrich
32. 1993 : Gérard de Nerval — par Éric Buffetaud et Claude Pichois
33. 1994 : Antoine de Saint-Exupéry — par Frédéric d'Agay et Jean-Daniel Pariset
34. 1995 : William Faulkner — par Michel Mohrt
35. 1996 : Oscar Wilde — par Jean Gattégno et Merlin Holland
36. 1997 : Louis Aragon — par Jean Ristat
37. 1998 : Julien Green — par Jean-Éric Green
38. 1999 : Jorge Luis Borges — par Jean-Pierre Bernés
39. 2000 : NRF — par François Nourissier
40. 2001 : Marcel Aymé — par Michel Lécureur
41. 2002 : Raymond Queneau — par Anne-Isabelle Queneau
42. 2003 : Georges Simenon — par Pierre Hebey
43. 2004 : Denis Diderot — par Michel Delon
44. 2005 : « Le livre des mille et une nuits » — par Margaret Sironval
45. 2006 : Jean Cocteau — par Pierre Bergé
46. 2007 : Montaigne — par Jean Lacouture
47. 2008 : André Breton — par Robert Kopp
48. 2009 : « Le livre du Graal » — par Philippe Walter
49. 2010 : Molière — par François Rey
50. 2011 : Paul Claudel — par Guy Goffette
51. 2012 : Jules Verne — par François Angelier
52. 2013 : Blaise Cendrars — par Laurence Campa
53. 2014 : Marguerite Duras — par Christiane Blot-Labarrère
54. 2015 : Casanova — par Michel Delon
55. 2016 : William Shakespeare — par Denis Podalydès
56. 2017 : Georges Perec — par Claude Burgelin
57. 2018 : Simone de Beauvoir — par Sylvie Le Bon de Beauvoir
58. 2019 : Romain Gary — par Maxime Decout
59. 2020 : Joseph Kessel — par Gilles Heuré
60. 2021 : Gustave Flaubert (2)[6] — par Yvan Leclerc
61. 2022 : Franz Kafka — par Stéphane Pesnel
62. 2023 : Céline (2)[7] — par Frédéric Vitoux
63. 2024 : Charles Baudelaire — par Stéphane Guégan
64. 2025 : Sherlock Holmes